# Теранова (Горица)
Теранова је насеље у Италији у округу Горица, региону Фурланија-Јулијска крајина.
Према процени из 2011. у насељу је живело 87 становника. Насеље се налази на надморској висини од -1 м.